# Passarel·la del Pare Bernatek
La Passarel·la del Pare Bernatek (en polonès Kładka Ojca Bernatka) és una passarel·laper a vianants i ciclistes sobre el riu Vístula a Cracòvia que connecta Kazimierz amb Podgórze, construïda al lloc de l'antic pont Podgórski. Per decisió de l'Ajuntament de Cracòvia, va ser anomenada en honor al Pare Laetus Bernatek, un religiós que, a finals del segle XIX i principis del XX, va impulsar la construcció dels edificis de l'Hospital dels Germans Bonifacis de Sant Joan de Déu a Cracòvia.